# حلقة كوكبية
الحلقات الكوكبية (بالإنجليزية: planetary ring) هي حلقات من الغبار الكوني وغيرها من جسيمات صغيرة تدور حول الكوكب مشكلة قرص حول الكوكب. الحلقات الأكثر إثارة هي تلك الحلقات المعروفة حول زحل، تمتلك كذلك ثلاثة من عمالقة الكواكب الغازية الأخرى في النظام الشمسي (كوكب المشتري، اورانوس ونبتون) نظام حلقاتها الخاص.

## مدخل
يوجد هناك ثلاث طرق أقترحت لتشكل الحلقات حول الكواكب، الأولى ناتجة عن المواد حول قرص الكويكب الأولي، والتي كانت دون حد روش للكوكب، ونتيجة لذلك لم تتجمع، وتشكل أقمار، ثانيا نتج عن حطام قمر تحطم نتيجية اصطدام، ثالثا نتيجة حطام قمر تحطم نتيجة تغير الإجهادات بسبب مرور القمر داخل حد روش للكوكب، وقد كان يعتقد أن حلقات الكواكب حلقات غير مستقرة، وأنها ستتبدد خلال مئات ملايين السنين، لكن ثبت أن حلقات زحل حلقات قديمة، ونشأت مع بداية النظام الشمسي. يمكن أن تتألف الحلقات من مواد مختلفة كغبار السيلكات أو الجليد كما يمكن أن تتواجد أتربة، أو صخور.
يوجد أحيانا لبعض الحلقات ما يسمى أقمار رعاة وهي أقمار صغيرة تدور في مدار قريب من الحافة الخارجية للحلقة أو ضمن فجوة في الحلقة. إن جاذبية هذا القمر تعمل على الحفاظ على زاوية نهاية حادة للحلقة. فالمواد التي تنجرف مقتربة من القمر إما أن تحيد راجعة إلى جسم الحلقة أو تلتصق على سطح القمر. لهذا السبب أطلق عليها اسم قمر راعي أي يقوم برعاية الحلقة.

## انظر أيضًَا
حلقات زحل